# Elk County, Pennsylvania
Elk County är ett administrativt område i delstaten Pennsylvania i USA, med 31 946 invånare. Den administrativa huvudorten (county seat) är Ridgway. 

## Politik
Elk County har röstat på republikanerna i fyra av fem presidentval (2000, 2004, 2012, 2016) under 2000-talet. Countyt är känt för att ofta ligga nära slutresultatet i presidentvalet, och har sedan 1928, det vill säga under de senaste 90 åren, röstat för vinnaren i alla presidentval bortsett från i valet 2012.

## Geografi
Enligt United States Census Bureau har countyt en total area på 2 155 km². 2 146 km² av den arean är land och 9 km² är vatten. 

### Angränsande countyn
- McKean County - norr
- Cameron County - öst
- Clearfield County - syd
- Jefferson County - sydväst
- Forest County - väst
- Warren County - nordväst